# Linum modestum
Linum modestum là một loài thực vật có hoa trong họ Linaceae. Loài này được C.M. Rogers mô tả khoa học đầu tiên năm 1964.